# یلنا وولکووا (بازیکن والیبال)
یلنا وولکووا (روسی: Елена Павловна Волкова؛ زادهٔ ۱۳ ژوئن ۱۹۶۰) بازیکن والیبال اهل اتحاد جماهیر شوروی سوسیالیستی بود.